# Parthénope (Samos)
Pour les articles homonymes, voir Parthénope.
Dans la mythologie grecque, Parthénope (aussi Parthénopé ou Parthénopè ; en grec ancien Παρθενόπη / Parthenópē) est une princesse de Samos.

## Étymologie
Le nom Παρθενόπη / Parthenópē est composé de παρθένος / parthénos (« vierge », « jeune fille ») et de ὄπη / ópē (« aspect »), présent dans de nombreux anthroponymes féminins : il signifie « qui a l'aspect d'une jeune fille ».

## Mythe
Parthénope est connue par Pausanias le Périégète dans la Description de la Grèce : dans le passage en question, Pausanias cite Asios de Samos et traite de l'histoire ancienne de l'île de Samos, en la réduisant à une liste généalogique. Il s'agit de la seule mention de ce personnage.
Parthénope est la fille d'Ancée (fils de Poséidon et d'Astypalaia (en)), le roi des Lélèges de l'île de Samos, et de Samia (el) (fille du dieu fleuve Méandre),. Elle est la sœur de Périlaos (el), Énoudos (el), Samos et Halithersès.
Parthénope se lie avec Apollon, avec qui elle a un fils, Lycomède,.

### Sources antiques
- Pausanias, Description de la Grèce [détail des éditions] [lire en ligne], VII, 4, 1.